# Щитомордники
Щитомордники (лат. Gloydius) — род ядовитых змей подсемейства ямкоголовых семейства гадюковых, обитающих в Азии. На голове некоторые щитки увеличены (отсюда и название).

## Виды
В состав рода включают 25 видов:
- Gloydius angusticeps Shi, Yang, Huang, Orlov & Li, 2018
- Gloydius blomhoffii (Boie, 1826) — восточный щитомордник
- Gloydius brevicauda (Stejneger, 1907)
- Gloydius caraganus (Eichwald, 1831)
- Gloydius caucasicus (Nikolsky, 1916) — щитомордник Никольского
- Gloydius chambensis Kuttalam et al., 2022
- Gloydius changdaoensis Li, 1999
- Gloydius cognatus (Gloyd, 1977)
- Gloydius halys (Pallas, 1776) — обыкновенный щитомордник
- Gloydius himalayanus (Günther, 1864) — гималайский щитомордник[3]
- Gloydius huangi Wang et al., 2019
- Gloydius intermedius (Strauch, 1868) — средний щитомордник
- Gloydius lateralis Zhang et al., 2022
- Gloydius lipipengi Shi, Liu & Malhotra, 2021
- Gloydius liupanensis Liu, Song & Luo, 1989
- Gloydius monticola (Werner, 1922) — горный щитомордник[источник не указан 591 день]
- Gloydius qinlingensis (Song & Chen, 1985)
- Gloydius rickmersi Wagner, Tiutenko, Borkin & Simonov, 2015
- Gloydius rubromaculatus Shi, Li & Liu, 2017
- Gloydius shedaoensis (Zhao, 1979)
- Gloydius stejnegeri (Rendahl, 1933)
- Gloydius strauchi (Bedriaga, 1912) — щитомордник Штрауха
- Gloydius swild Shi & Malhotra, 2021
- Gloydius tsushimaensis (Isogawa, Moriya & Mitsui, 1994)
- Gloydius ussuriensis (Emelianov, 1929) — уссурийский щитомордник

Укус щитомордника болезнен и может быть опасен. Смертность для разных видов колеблется в пределах 0,5—1 %.